# Okrouhlá (přírodní památka)
Okrouhlá je přírodní památka jižně od města Brumov-Bylnice v okrese Zlín. Oblast spravuje AOPK ČR Správa CHKO Bílé Karpaty. Důvodem ochrany je přirozený smíšený listnatý porost s bohatým bylinným patrem.